# Faraway How
Faraway How är en nunatak i Grönland (Kungariket Danmark). Den ligger i den nordöstra delen av Grönland, 1 600 km nordost om huvudstaden Nuuk. Toppen på Faraway How är 1 439 meter över havet, eller 296 meter över den omgivande terrängen. Bredden vid basen är 5,3 km.
Terrängen runt Faraway How är kuperad åt sydost, men åt nordväst är den platt.  Trakten runt Faraway How är nära nog obefolkad, med mindre än två invånare per kvadratkilometer. Det finns inga samhällen i närheten. Trakten runt Faraway How är permanent täckt av is och snö.